# Машевський (заказник)
Маше́вський  — гідрологічний заказник місцевого значення. Розташований поблизу села Машеве Семенівського району Чернігівської області.

## Загальні відомості
Гідрологічний заказник місцевого значення «Машевський» створений рішенням Чернігівського облвиконкому від 24 грудня 1979 року № 561.
Заказник загальною площею 333 га і охоронною зоною 937 га міститься в Семенівському районі Чернігівської області і розташований на землях Машівської сільської ради.

## Завдання
- збереження в природному стані болотного масиву, що має велике значення в регулюванні водного режиму прилеглих територій;
- охорона умов відтворення, відновлення чисельності рідкісних рослин та тварин;